# Илобаско
Илобаско (исп. Ilobasco) — город и муниципалитет на севере центральной части Сальвадора, на территории департамента Кабаньяс.

## Географическое положение
Город расположен в западной части департамента, в 48 км к северо-востоку от столицы страны, города Сан-Сальвадор.
Абсолютная высота — 749 метров над уровнем моря. Площадь муниципалитета составляет 249,69 км². В административном отношении подразделяется на 18 кантонов.

## Население
По данным на 2013 год численность населения составляет 21 226 человек.
Динамика численности населения города по годам:
| 1992   | 2013   |
| ------ | ------ |
| 18 092 | 21 226 |